# Prix Suisse-Canada
Le prix Suisse-Canada était décerné alternativement à un écrivain suisse ou à un écrivain canadien pour un recueil de poèmes, une œuvre de fiction, une pièce de théâtre ou un ouvrage de non-fiction paru en français au cours des huit années précédant l'attribution du prix.
Il a été fondé par le Conseil des Arts du Canada et la Fondation suisse Pro Helvetia.

## Lauréats
- 1980 - Alice Rivaz (Suisse) - Jette ton pain (roman)
- 1981 - Gilbert La Rocque (Canada) - Les Masques (roman)
- 1982 - Pierre Chappuis (Suisse) - Distance aveugle (poésie)
- 1983 - Marie José Thériault (Canada) - Invariance suivi de Célébration du Prince (poésie)
- 1984 - Jean-Pierre Monnier (Suisse) - Écrire en Suisse romande, entre le ciel et la nuit (essai)
- 1985 - Pierre Vadeboncœur (Canada) - L'Absence : essai à la deuxième personne (essai)
- 1986 - Agota Kristof (Suisse) - Le Grand Cahier (roman)
- 1987 - Aucun lauréat
- 1988 - Sylvain Trudel (Canada) - Le Souffle de l'Harmattan (roman)
- 1989 - Pierre Voélin (Suisse) - Sur la mort brève suivi de La Nuit osseuse (poésie)
- 1990 - Aucun lauréat
- 1991 - Fernand Ouellette (Canada) - Les Heures (poésie)
- 1992 - Étienne Barilier (Suisse) - La Ressemblance humaine (essai)
- 1993 - Pierre Nepveu (Canada) - L'Écologie du réel (essai)
- 1994 - Hélène Bezençon (Suisse) - Les Confessions d'une mangeuse de lune (roman)
- 1995 - Nancy Huston (Canada) - Cantique des plaines (roman)